# Тердобијате
Тердобијате (итал. Terdobbiate) је насеље у Италији у округу Новара, региону Пијемонт.
Према процени из 2011. у насељу је живело 480 становника. Насеље се налази на надморској висини од 128 м.

## Становништво
Према резултатима пописа становништва 2011. у општини је живело 500 становника.
| 1931. | 1936. | 1951. | 1961. | 1971. | 1981. | 1991. | 2001. | 2011. |
| ----- | ----- | ----- | ----- | ----- | ----- | ----- | ----- | ----- |
| 693   | 693   | 771   | 652   | 505   | 502   | 486   | 470   | 500   |